# Sielsowiet Chwedory
Sielsowiet Chwedory (biał. Фядорскі сельсавет; ros. Федорский сельсовет) – sielsowiet na Białorusi, w obwodzie brzeskim, w rejonie stolińskim, z siedzibą w Chwedorach.
Według spisu z 2009 sielsowiet Chwedory zamieszkiwało 1276 osób, w tym 1220 Białorusinów (95,61%), 29 Rosjan (2,27%), 22 Ukraińców (1,72%), 2 Azerów (0,16%), 2 Udmurtów (0,16%) i 1 osoba, które nie podała żadnej narodowości.

## Miejscowości
- agromiasteczko:
  - Chwedory
- wieś:
  - Nieczatów